# Sant Joan de Palau de Noguera
Sant Joan de Palau de Noguera, dedicada a sant Joan Baptista, és l'església parroquial barroca d'origen romànic del poble de Palau de Noguera, en el municipi de Tremp. Està situada en el sector nord-est del nucli de població, al capdamunt -extrem nord- del Carrer Major de Palau de Noguera.

## Arquitectura
L'església parroquial de Sant Joan Baptista és un edifici barroc que segueix la tipologia bàsica del gòtic català, amb una sola nau i capelles laterals. La planta és rectangular, amb una capçalera semicircular d'igual amplada a la de la nau. Té cinc contraforts que sobresurten i determinen les crugies de les capelles laterals, i també disposa de campanar i trifori. Les capelles, així com la galeria superior del cor (trifori), estan comunicades entre si i al damunt de la primera crugia hi ha un cor elevat.

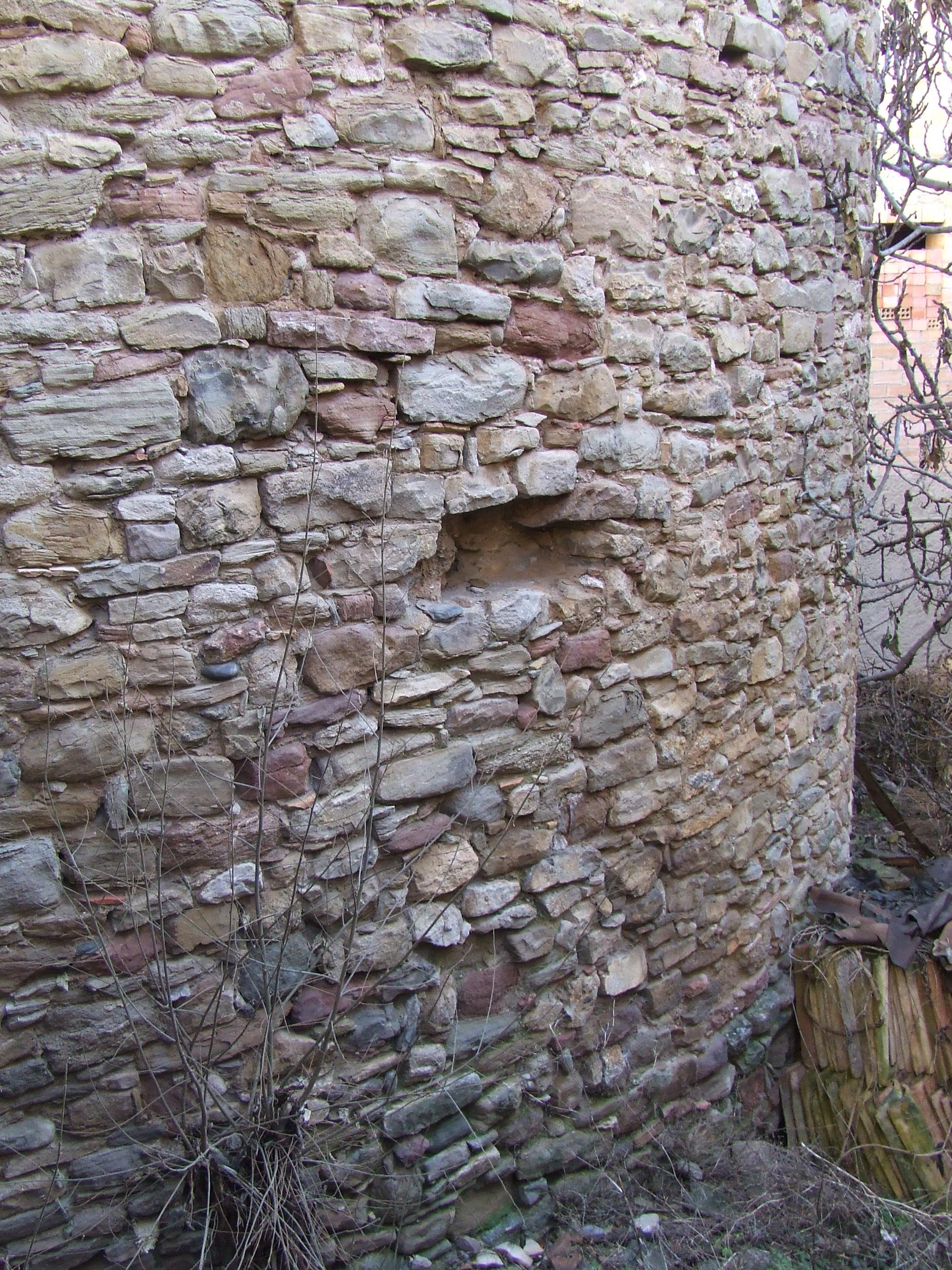
Absis

La coberta és de volta de canó amb llunetes, amb els corresponents arcs faixons que recolzen sobre els contraforts. Les llunetes de la volta emmarquen els finestrals, que en alguns casos han estat cegats.
Els murs són fets de maçoneria tot i que alguns dels carreus integrats corresponen a l'antiga església (molts d'ells conserven marques de picapedrers). A l'exterior l'edifici no presenta cap mena de decoració.
Pel que respecta a la sagristia, sembla feta en una altra època, tot trencant amb l'estructura principal de l'edifici medieval anterior.

## Història
La història del nucli de Palau de Noguera, antiga Vilanova de Pallars, esdevé relacionada des del segle xii a la fi dels senyorius a la història dels ordes dels Templers i de l'Hospital de Sant Joan de Jerusalem. Des del 1116, moment en què és documentat per primer cop, el temple canviaria en més d'una ocasió respecte a l'ordre a la qual pertanyeria, segons fos la dels Templers o la d'Hospitalers. El 1161 el comte Arnau Mir i la seva esposa Òria donaren el lloc de Palau a l'orde de l'Hospital perquè tingués cura de la seva repoblació i aquests mateixos comtes, el 1168, expediren una carta de franqueses a tots els qui vinguessin a repoblar el lloc de Palau. Des d'aquest moment, la població i la seva església parroquial de Sant Joan quedaren unides a la comanda hospitalera de Susterris.
El 1312 el temple era novament en mans de l'orde de l'Hospital, però depenent de la comanda de Montsó i no pas de la comanda de Susterris. A partir d'aquest moment diversos enfrontaments territorials entre les dues comandes i territoris, pel control del nucli de Palau, que en aquells moments històrics devia tenir una certa entitat com a poble, tal com ho recull la sentència arbitral ordenada pel rei de l'època, que va posar fi als enfrontaments.
Respecte a l'església pròpiament, la primera referència documental és del 1703, moment en què s'esmenta l'enderroc de l'antic edifici per a construir-hi el nou temple actual. L'antic temple era més antic i comptava amb quatre altars. El temple actual consta de set altars, tres a cada nau lateral i l'altar major. La següent visita prioral es troba referenciada el 1746, on es parla de milloraments fets a l'església; per tant, cal entendre que aquesta església nova és acabada en aquest any.